# Kreisgericht Ahaus
Das Kreisgericht Ahaus war von 1849 bis 1879 ein preußisches Kreisgericht mit Sitz in Ahaus.

## Geschichte
In Ahaus bestand zwischen 1815 und 1949 das Land- und Stadtgericht Ahaus als Eingangsgericht im Sprengel des Oberlandesgerichts Münster. Die „Verordnung über die Aufhebung der Privatgerichtsbarkeit und des eximierten Gerichtsstandes sowie über die anderweitige Organisation der Gerichte“ vom 2. Januar 1849 hob die Patrimonialgerichtsbarkeit auf. Gleichzeitig wurde das Appellationsgericht Münster geschaffen, dem Kreisgerichte, darunter das Kreisgericht Ahaus zugeordnet waren. Sein Sprengel umfasste den Kreis Ahaus mit den Städten Ahaus, Gronau, Stadtlohn und Vreden. Der Sprengel umfasste 39.516 Gerichtseingesessene. Das zuständige Schwurgericht war das Kreisgericht Münster. Gerichtskommissionen bestand in Stadtlohn und Vreden. Gerichtstage wurden in Schöppingen gehalten. Am Gericht waren ein Direktor und 6 Kreisrichter beschäftigt.
Mit den Reichsjustizgesetzen wurden die Gerichte im Deutschen Reich vereinheitlicht. Das Kreisgericht Ahaus wurde aufgehoben. Neu eingerichtet wurde nun das Amtsgericht Ahaus im Bezirk des Landgerichtes Münster.

## Gerichtskommission Vreden
Die Gerichtskommission Dülmen umfasste die Stadt Vreden und die Bauernschaften Mast, Gaxel, Köckelwick, Dömern, Ammeloe, Wennewieck, Crosewieck, Ellewieck und Zwillbrock. 1879 wurde die Gerichtskommission Vreden aufgehoben und das Amtsgericht Vreden gebildet.

## Gerichtskommission Stadtlohn
Die Gerichtskommission Stadtlohn umfasste die Stadt Stadtlohn, das Amt Südlohn und die Bauernschaften Almsick, Wessendorf und Hundewieck. 1879 wurde die Gerichtskommission Stadtlohn aufgehoben und der Sprengel dem Amtsgericht Vreden zugeordnet.

## Richter

### Direktoren
- Brandis (1849–1875)

### Kreisgerichtsräte
- Woldering (1849–1864)
- Becker (1849–1861)
- Uedinck (1853–1861)
- Ziegler (1849–1875)
- Gruwe (1851–1853)
- Büning (1861–1862)
- Reusch (1861–1864)
- Koppers (1864–1879)
- Zurmühlen (1864–1879)
- Mayer (1865–1868)
- Dierickx I(1870–1875)
- Greiff (1877–1879)

### Kreisrichter bzw. Kreisgerichtsräte der Gerichtskommission Vreden
- Uedinck (1849–1852)
- Grotemeyer (1853–1857)
- Erxleben (1857–1869)
- Nacke (1870–1879)

### Kreisrichter bzw. Kreisgerichtsräte der Gerichtskommission Stadtlohn
- Offenberg (1849–1863)
- Buchmann (1862–1870)
- Dammann (1870–1879)[4]